# Radowo Wielkie
Radowo Wielkie (niem. Groß Raddow) – wieś w Polsce położona w województwie zachodniopomorskim, w powiecie łobeskim, w gminie Radowo Małe. 

## Historia
W latach 1818–1945 miejscowość administracyjnie należała do Landkreis Regenwalde (powiat Resko) z siedzibą do roku 1860 w Resku, a następnie w Łobzie. W latach 1975–1998 miejscowość należała do województwa szczecińskiego. W roku 1788 miejscowy folwark przejął późniejszy marszałek pruski Gebhard Leberecht Blücher von Wahlstatt. W roku 1829 właścicielem został Karl Friedrich Kannenberg, którego zastąpił w 1829 r. Eduard Tauber. W roku 1870 uruchomiono szkołę w domu zakrystiana. Około roku 1925 zbudowano nową szkołę w której do roku 1945 nauczycielem był Karl Dangs pochodzący z Dobrej. We wsi istnieje Ochotnicza Straż Pożarna.
W miejscowości był przystanek kolei wąskotorowej Radowo Wielkie.

## Nazwa
W roku 1321 wieś wzmiankowana jako de Radow. Na wielkiej mapie Lubinusa z 1618 nosi nazwę Reddow. Do roku 1947 wieś nosiła nazwę Groß Raddow następnie Radowo Wielkie. Obecna nazwa miejscowości ma związek z nazwą historyczną.

## Demografia
W 1910 wieś miała 252 mieszkańców. 16 VI 1925 we wsi mieszkało 317 osób. W roku 1933 wieś miała 327 mieszkańców, a w 1939 było ich 313.  W roku 2021 wieś miała 281 mieszkańców.

## Zabytki
- Kościół Najświętszego Serca Pana Jezusa - we wsi w 1491 zbudowano pierwszy kościół do którego w 1720 dobudowano zakrystię. Przypuszcza się, że pierwotnie była to kaplica rodowa von Kleistów o czym świadczą umieszczone w niej herby rodowe. Kościół jest orientowany na rzucie prostokąta, salowy, oskarpowany, nietynkowany. Od strony zachodniej jest wieża dzwonnicza[11]. Obecnie mieści się tu kościół parafialny pw. Najświętszego Serca Pana Jezusa z 2. połowy XVII w.[12], który ponownie konsekrowano na potrzeby społeczności katolickiej 7.09.1945. Około roku 1840 zamknięto przy kościele cmentarz, a nowy urządzono na skraju wsi. Przy kościele znajdował się pomnik pamięci żołnierzy radzieckich poległych w 1945 r. Pomnik powstał w 1978, na nim został wyryty tekst cyrylicą: Wieczna chwała bohaterom poległym w boju za wolność i niepodległość naszej ojczyzny. Został zdemontowany w 2020 r.[potrzebny przypis]

## Osoby związane z Radowem Wielkim
- Siegfried Hannemann (ur. 25 maja 1936 w Radowie Wielkim, zm. 12 grudnia 2019 w Barmstedt) – niemiecki urzędnik samorządowy do 1999, historyk ziemi łobeskiej i regionalista od 1945 roku mieszkający w Niemczech.

## Komunikacja
Przez Radowo Wlk. przechodzi droga wojewódzka nr 147, która krzyżuje się tu z drogami powiatowymi. Ciekawostką jest to, że na jednym ze skrzyżowań droga powiatowa z Reska ma pierwszeństwo nad drogą wojewódzką.

## Galeria

Wieś Reddow na mapie Lubinusa z 1618 r.
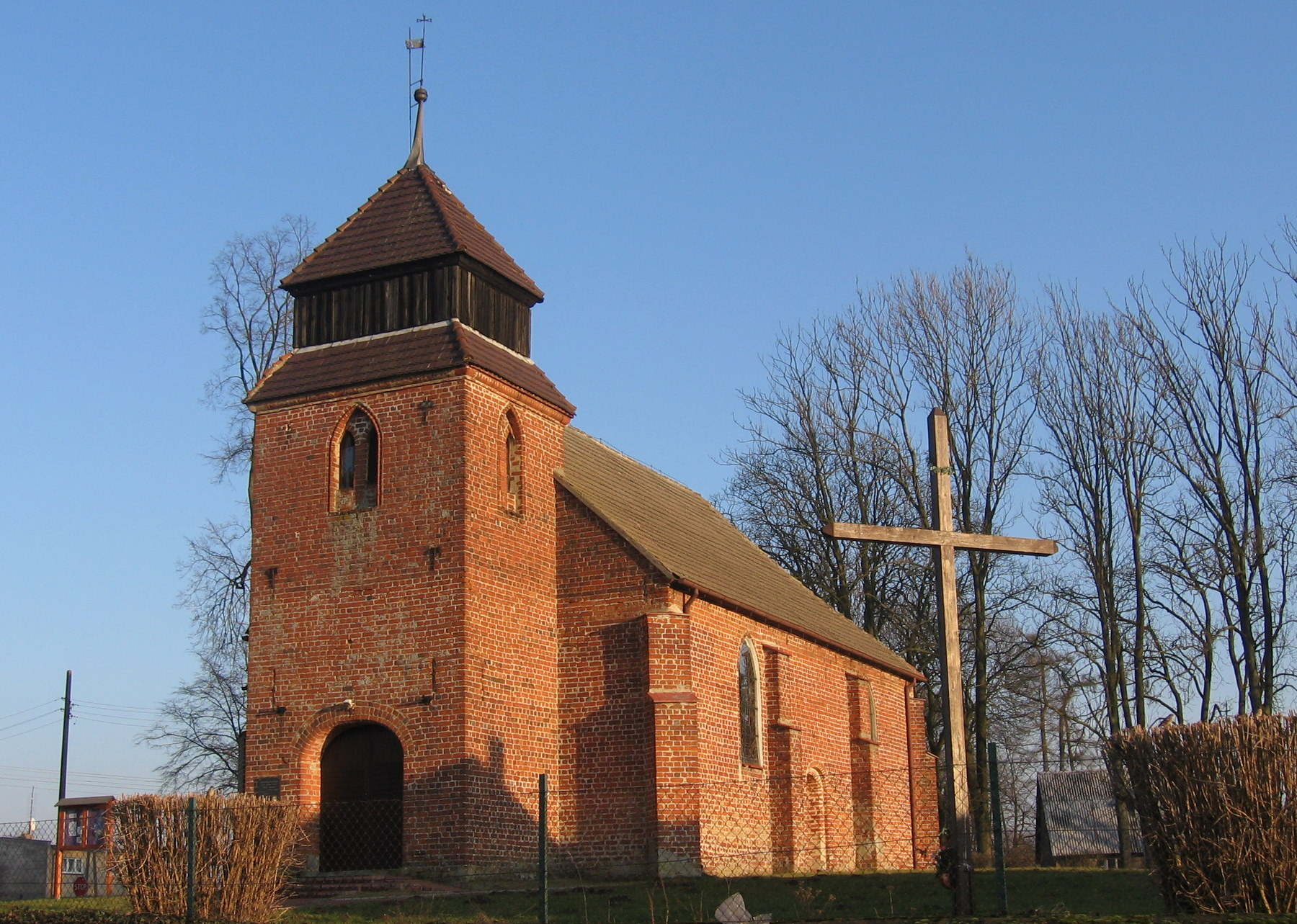
Kościół w Radowie Wlk. (S→)
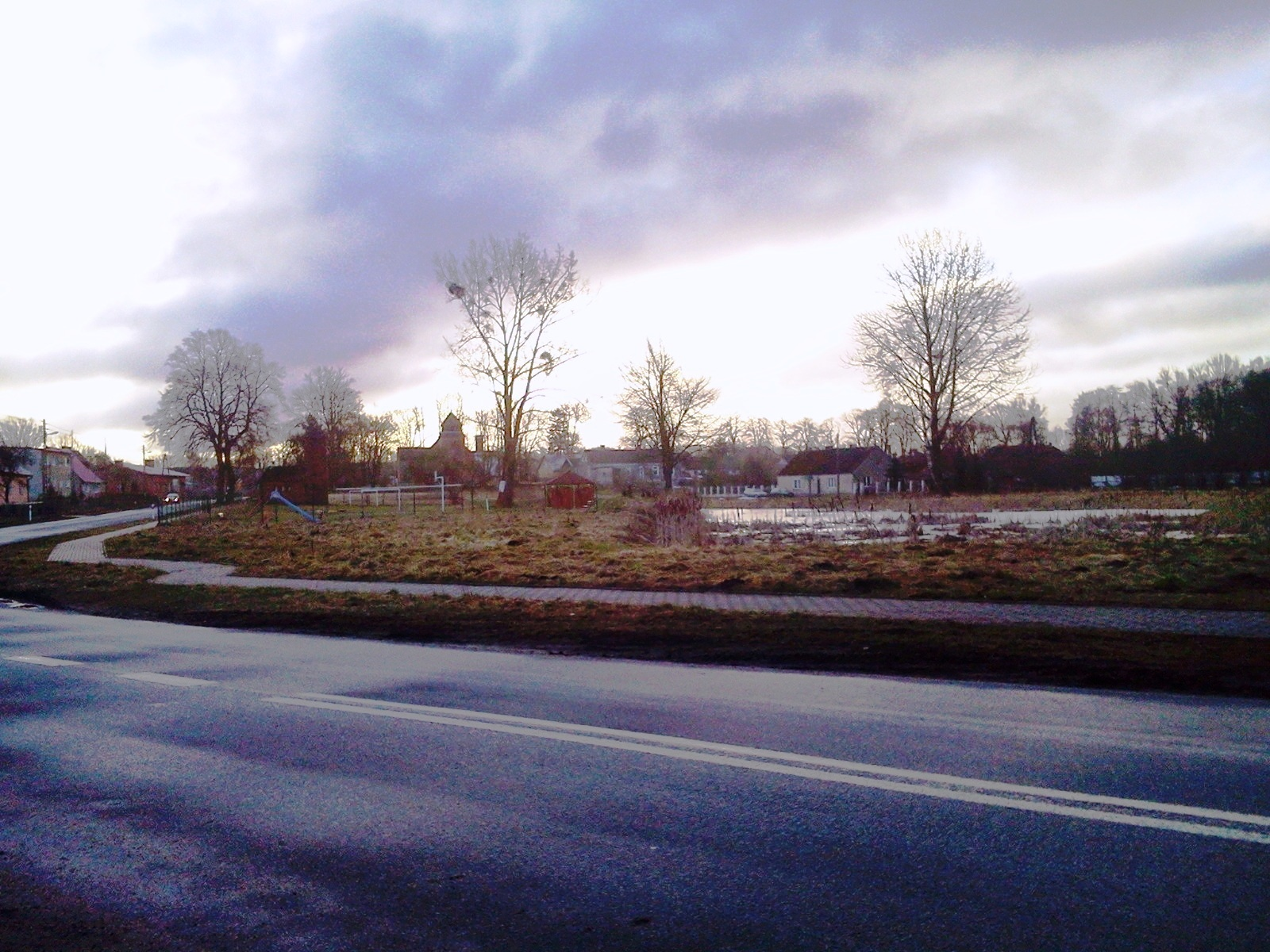
Widok na Radowo Wielkie